# Wanna Be Startin' Somethin'
"Wanna Be Startin' Somethin" là một bài hát của ca sĩ người Mỹ Michael Jackson nằm trong album phòng thu thứ sáu của ông Thriller. Nó được phát hành vào ngày 9 tháng 5 năm 1983, bởi Epic Records, như là đĩa đơn thứ 4 trích từ album. "Wanna Be Startin' Somethin" được sáng tác từ năm 1978 và dự định đưa vào album Off the Wall (1979) nhưng vì một số lý do mà phải tới Thriller (1983) nó mới được phát hành.
Bài hát nhận được những phản ứng tích cực từ các nhà phê bình âm nhạc đương đại. Nó cũng là một thành công thương mại, khi lọt vào top 20 và top 30 ở nhiều quốc gia. Nó trở thành đĩa đơn thứ 5 liên tiếp của Jackson lọt vào top 10 bảng xếp hạng Billboard Hot 100 (Mỹ), đạt vị trí thứ năm, và sau đó trở lại các bảng xếp hạng vào năm 2008 sau khi phát hành Thriller 25. Sau cái chết của Michael Jackson vào tháng 6 năm 2009, các bài hát của ông đã liên tục tấn công vào bảng xếp hạng âm nhạc trên toàn thế giới, nhờ vào doanh thu nhạc số. Không giống như các đĩa đơn trước từ Thriller, "Wanna Be Startin' Somethin'" không được phát hành video âm nhạc, nhưng nó đã được trình diễn bởi Jackson trong các chuyến lưu diễn thế giới, với tư cách thành viên của The Jacksons lẫn nghệ sĩ solo.
Là một phần trong phiên bản tái phát hành của Thriller 25, một bản remix cho "Wanna Be Startin 'Somethin'", mang tên "Wanna Be Startin 'Somethin'" năm 2008 với sự tham gia của Akon và phát hành như là đĩa đơn thứ hai từ album. Bài hát đã thành công về mặt thương mại, lọt vào top 10 tại 6 quốc gia, cũng như top 20 ở các quốc gia khác.

## Danh sách bài hát
Đĩa 7" tại Mỹ
1. "Wanna Be Startin' Somethin'" (bản đĩa đơn) – 4:19
2. "Wanna Be Startin' Somethin'" (không lời) – 4:19

Đĩa 12" tại Mỹ
1. "Wanna Be Startin' Somethin'" (bản 12") – 6:31
2. "Wanna Be Startin' Somethin'" (không lời) – 6:31

Đĩa 7" tại Vương quốc Anh
1. "Wanna Be Startin' Somethin'" (bản đĩa đơn) – 4:19
2. "Rock with You" (trực tiếp với The Jacksons) – 3:58

Đĩa 12" tại châu Âu
1. "Wanna Be Startin' Somethin'" (bản 12") – 6:31
2. "Wanna Be Startin' Somethin'" (không lời) – 6:31
3. "Rock with You" (trực tiếp với The Jacksons) – 3:58

## Xếp hạng

### Xếp hạng tuần
| Bảng xếp hạng (1983)                            | Vị trí cao nhất |
| ----------------------------------------------- | --------------- |
| Australia (Kent Music Report)                   | 25              |
| Bỉ (Ultratop 50 Flanders)                       | 3               |
| Belgium (VRT Top 30 Flanders)                   | 2               |
| Canada (CHUM)                                   | 4               |
| Canada Adult Contemporary (RPM)                 | 7               |
| Canada Top Singles (RPM)                        | 1               |
| Trường songid là BẮT BUỘC CHO BẢNG XẾP HẠNG ĐỨC | 16              |
| Ireland (IRMA)                                  | 5               |
| Hà Lan (Dutch Top 40)                           | 1               |
| Hà Lan (Single Top 100)                         | 3               |
| New Zealand (Recorded Music NZ)                 | 35              |
| Spain (AFYVE)                                   | 14              |
| Anh Quốc (OCC)                                  | 8               |
| US Billboard Hot 100                            | 5               |
| US Billboard Hot Black Singles                  | 5               |
| US Cash Box                                     | 6               |

| Bảng xếp hạng (2008)          | Vị trí cao nhất |
| ----------------------------- | --------------- |
| Đan Mạch (Tracklisten)        | 22              |
| Ý (FIMI)                      | 14              |
| Thụy Sĩ (Schweizer Hitparade) | 30              |

| Bảng xếp hạng (2009)                      | Vị trí cao nhất |
| ----------------------------------------- | --------------- |
| Canada (Hot Canadian Digital Singles)     | 52              |
| Hà Lan (Single Top 100)                   | 31              |
| Thụy Sĩ (Schweizer Hitparade)             | 37              |
| Bảng xếp hạng không hợp lệ UKchartarchive | 57              |
| US Billboard Hot Digital Songs            | 20              |

### Xếp hạng cuối năm
| Bảng xếp hạng (1983)           | Vị trí |
| ------------------------------ | ------ |
| Belgium (Ultratop 50 Flanders) | 11     |
| Canada (RPM Top Singles)       | 38     |
| Netherlands (Dutch Top 40)     | 17     |
| Netherlands (Single Top 100)   | 23     |
| US Billboard Hot 100           | 68     |
| US Cash Box                    | 51     |

## Chứng nhận
| Quốc gia                                                    | Chứng nhận | Số đơn vị/doanh số chứng nhận |
| ----------------------------------------------------------- | ---------- | ----------------------------- |
| Canada (Music Canada)                                       | Bạch kim   | 80.000‡                       |
| Anh Quốc (BPI)                                              | Vàng       | 400.000‡                      |
| Hoa Kỳ (RIAA)                                               | Bạch kim   | 1.000.000‡                    |
| ‡ Chứng nhận dựa theo doanh số tiêu thụ và phát trực tuyến. |            |                               |

## Wanna Be Startin' Somethin' 2008
"Wanna Be Startin' Somethin' 2008" được thu âm lại cho sản phẩm tái phát hành kỷ niệm 25 năm củaThriller, mang tên Thriller 25, tương tự như "Beat It 2008", bài hát trên CD được mang tên "Wanna Be Startin' Somethin' 2008" với sự góp giọng của Akon.

### Danh sách bài hát
- Đĩa CD

1. "Wanna Be Startin' Somethin' 2008" Radio – 3:51
2. "Wanna Be Startin' Somethin' 2008" Johnny Vicious Club – Radio – 3:36
3. "Wanna Be Startin' Somethin' 2008" Johnny Vicious Full Club Remix – 9:03

### Xếp hạng
| Bảng xếp hạng (2008)                            | Vị trí cao nhất |
| ----------------------------------------------- | --------------- |
| Úc (ARIA)                                       | 8               |
| Bỉ (Ultratip Flanders)                          | 15              |
| Bỉ (Ultratip Wallonia)                          | 15              |
| Canada (Hot Canadian Digital Singles)           | 33              |
| Pháp (SNEP)                                     | 10              |
| Trường songid là BẮT BUỘC CHO BẢNG XẾP HẠNG ĐỨC | 63              |
| Ý (FIMI)                                        | 20              |
| New Zealand (Recorded Music NZ)                 | 4               |
| Thụy Điển (Sverigetopplistan)                   | 3               |
| UK (Official Charts Company)                    | 69              |
| US Billboard Hot 100                            | 81              |
| US Billboard Hot Dance Club Play                | 2               |
| US Billboard Hot Digital Songs                  | 47              |
| US Billboard Pop 100                            | 48              |
| US Billboard Pop 100 Airplay                    | 47              |

| Bảng xếp hạng (2009) | Vị trí cao nhất |
| -------------------- | --------------- |
| Pháp (SNEP)          | 52              |

| Bảng xếp hạng (2010) | Vị trí cao nhất |
| -------------------- | --------------- |
| Pháp (SNEP)          | 98              |

### Chứng nhận
| Bản  | Nước      | Chứng nhận | Bán được |
| ---- | --------- | ---------- | -------- |
| 2008 | Australia | Vàng       | 35.000+  |